# Panacela transiens
Panacela transiens är en fjärilsart som beskrevs av Walker 1865. Panacela transiens ingår i släktet Panacela och familjen Eupterotidae. Inga underarter finns listade i Catalogue of Life.